# Smog de New York en 1966

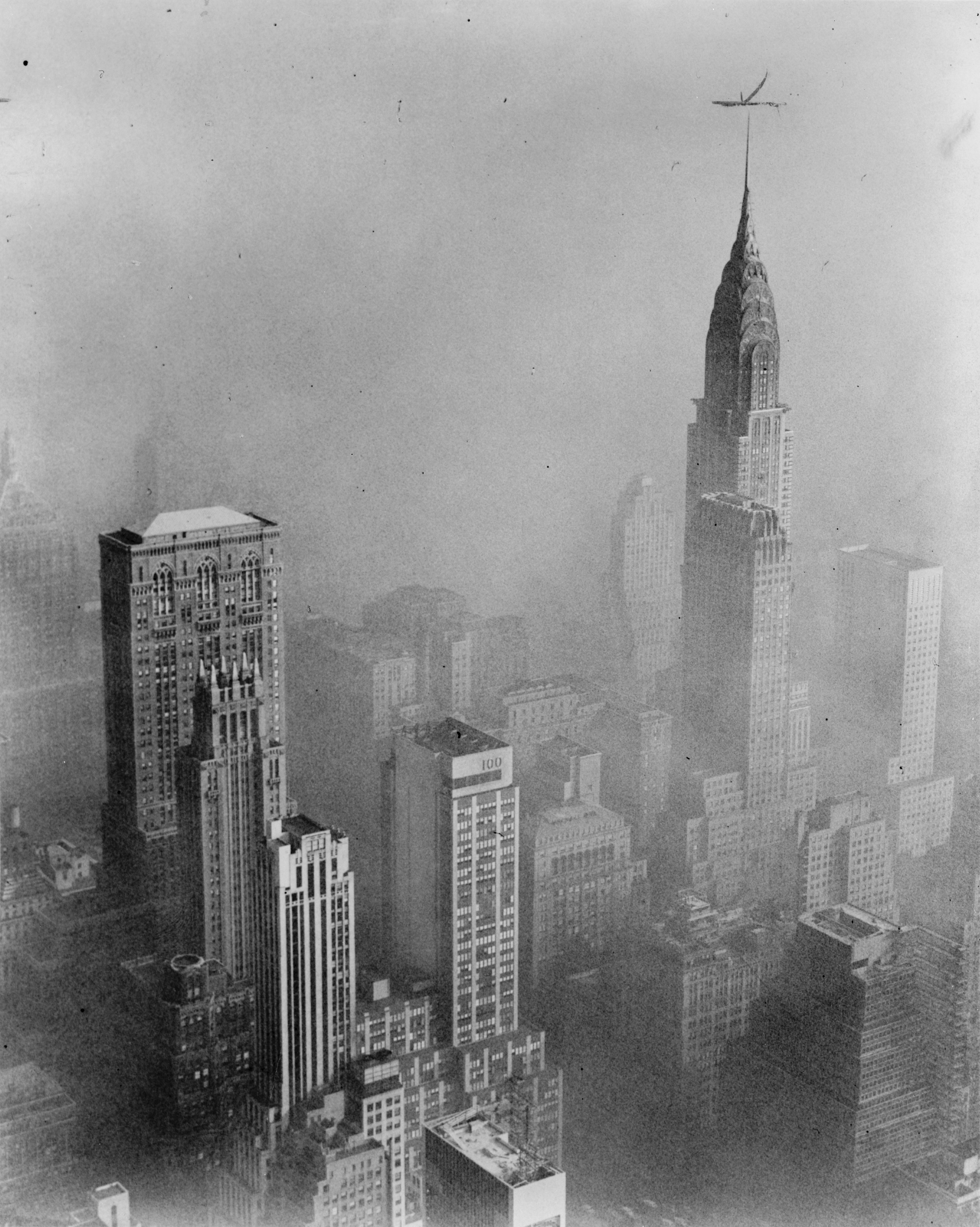
Photographie en noir et blanc du Chrysler Building dans le smog de New York en 1953, un événement précédent le smog de 1966.

Le smog de New York en 1966 est un événement notable de pollution atmosphérique, avec des niveaux importants de monoxyde de carbone, de dioxyde de soufre, de fumée et de brume. Le smog couvre la ville de New York du 23 au 26 novembre, ce qui correspond au week-end de la fête de Thanksgiving. Il s'agit du troisième événement de smog majeur dans la ville, à la suite d'événements de même ampleur en 1953 et 1963.
Le 23 novembre, une grande masse d'air stagnant au-dessus de la côte est des États-Unis piège des polluants dans l'air de la ville. Pendant trois jours, la ville de New York est submergée par des niveaux élevés de monoxyde de carbone, de dioxyde de soufre, de fumée et de brume. De plus petites poches de pollution atmosphérique envahissent le Grand New York, y compris certaines parties du New Jersey et du Connecticut. Le 25 novembre, les dirigeants régionaux annonçaient une « première alerte ». Au cours de celle-ci, ils demandent aux résidents et à l'industrie de prendre des mesures volontaires pour réduire les émissions au minimum. Les responsables de la santé conseillent aux personnes souffrant de problèmes respiratoires ou cardiaques de rester en intérieur. La ville ferme ses incinérateurs d'ordures, ce qui nécessite l'acheminement massif d'ordures aux sites d'enfouissement. Un front froid disperse le smog le 26 novembre et l'alerte prend fin.
Dans les mois qui suivent, scientifiques et médecins étudient l'impact du smog. Les responsables municipaux de la santé affirment tout d'abord que le smog n'a pas causé de décès, mais il est rapidement devenu évident que le smog est une catastrophe environnementale majeure ayant de graves effets sur la santé publique. Une étude réalisée en décembre 1966 estime que 10 % de la population de la ville a subi des effets néfastes sur la santé, tels que des picotements aux yeux, une toux et une détresse respiratoire. Une analyse statistique publiée en octobre 1967 révèle que 168 personnes sont probablement mortes des suites du smog.
Le smog catalyse une plus grande prise de conscience nationale de la pollution de l'air en tant que grave problème de santé et donc, de problème politique. La ville de New York met à jour ses lois locales sur le contrôle de la pollution atmosphérique. Sous l'impulsion du smog, le président des États-Unis Lyndon B. Johnson et les membres du congrès des États-Unis s'efforcent d'adopter une loi fédérale régissant la pollution de l'air aux États-Unis, qui aboutit à la loi de 1967 sur la qualité de l'air et à la loi de 1970 sur la propreté de l'air. Le smog de 1966 est un événement qui est comparée à d'autres épisodes de pollution, notamment les effets sur la santé de la pollution résultant des attentats du 11 septembre 2001 et de la pollution en Chine.